# 얀 라벤스
얀 라벤스(독일어: Jan Rabens, 2004년 8월 11일~)는 독일의 축구 선수이다.

## 참고 문헌
- “KFA 통합경기정보 시스템”. 대한축구협회.
- “K리그 데이터 포털”. 한국프로축구연맹.
- “얀 라벤스”. 《트랜스퍼마크트》.
- “얀 라벤스”. 《부산 교통공사 FC》. 부산교통공사.